# Saint-Aunès
Saint-Aunès är en kommun i departementet Hérault i regionen Occitanien i södra Frankrike. Kommunen ligger i kantonen Mauguio som tillhör arrondissementet Montpellier. År 2022 hade Saint-Aunès 4 333 invånare.

## Befolkningsutveckling
Antalet invånare i kommunen Saint-Aunès
Referens:INSEE